# Cantón de Six-Fours-les-Plages
El cantón de Six-Fours-les-Plages era una división administrativa francesa, que estaba situada en el departamento de Var y la región de Provenza-Alpes-Costa Azul.

## Composición
El cantón estaba formado por la comuna que le daba su nombre:
- Six-Fours-les-Plages

## Supresión del cantón de Six-Fours-les-Plages
En aplicación del Decreto nº 2014-270 de 27 de febrero de 2014, el cantón de Six-Fours-les-Plages fue suprimido el 22 de marzo de 2015 y su comuna pasó a formar parte del nuevo cantón de La Seyne-sur-Mer-2.